# NGC 5018
NGC 5018 ist eine elliptische Galaxie vom Hubble-Typ E3 im Sternbild Jungfrau auf der Ekliptik. Sie ist schätzungsweise 120 Millionen Lichtjahre von der Milchstraße entfernt und hat einen Durchmesser von etwa 130.000 Lj. Sie bildet zusammen mit NGC 5022 ein durch gravitativ gebundenes Galaxienpaar.

Im selben Himmelsareal befindet sich u. a. die Galaxie NGC 5006.
Das Objekt wurde am 8. April 1788 vom deutsch-britischen Astronomen Wilhelm Herschel mit einem 18,7-Zoll-Spiegelteleskop entdeckt, der sie dabei mit „pB, S, pBN“ beschrieb.

## NGC 5018-Gruppe (LGG 337)
| Galaxie   | Alternativname | Entfernung/Mio. Lj |
| --------- | -------------- | ------------------ |
| NGC 5018  | PGC 45908      | 120                |
| NGC 5006  | PGC 45806      | 117                |
| PGC 45911 | ESO 576-11     | 118                |